# Newhall (Derbyshire)
Newhall – wieś w Anglii, w hrabstwie Derbyshire, w dystrykcie South Derbyshire. Leży 17 km na południowy zachód od miasta Derby i 173 km na północny zachód od Londynu.